# 高度 (環論)
在交換代數中，一個環 {\displaystyle R} 的理想 {\displaystyle I} 的高度是包含於 {\displaystyle I} 的素理想鏈長度之上確界。
素理想鏈及其長度的定義如下：設交換環 {\displaystyle R} 中有 {\displaystyle n+1} 個素理想 {\displaystyle P_{0},\ldots ,P_{n}}，使得
{\displaystyle P_{0}\subsetneq P_{1}\subsetneq \ldots \subsetneq P_{n}}
則稱之為長度為 {\displaystyle n} 的素理想鏈。若 {\displaystyle P_{n}\subset I}，則稱此鏈包含於 {\displaystyle I}。一個無法插入新的素理想的鏈被稱作極大的
在代數幾何中，這可以詮釋為閉子概形 {\displaystyle \mathrm {Spec} (R/I)\subset \mathrm {Spec} (R)} 的餘維度。
在諾特環的情形，Krull 高度定理斷言：由 {\displaystyle n} 個元素生成的理想其高度必 {\displaystyle \leq n}。

## 文獻
- H. Matsumura, Commutative algebra. ISBN 0-8053-7026-9.